# Дайр-ез-Заур-Центр
Дайр-ез-Заур-Центр (араб. ناحية مركز دير الزور‎‎) — нохія у Сирії, що входить до складу району Дайр-ез-Заур провінції Дайр-ез-Заур. Адміністративний центр — м. Дайр-ез-Заур.
| Сирія | Це незавершена стаття з географії Сирії. Ви можете допомогти проєкту, виправивши або дописавши її. |